# Not the Same
Not the Same è un singolo del cantante australiano Sheldon Riley, pubblicato il 15 febbraio 2022.

## Descrizione
Il 26 novembre 2021 è stato confermato che con Not the Same Sheldon Riley avrebbe preso parte a Eurovision - Australia Decides 2022, il programma di selezione del rappresentante nazionale all'Eurovision Song Contest. In occasione dell'evento, che si è svolto il 26 febbraio 2022, il cantante si è piazzato 2º sia nel voto della giuria che nel televoto, ottenendo però abbastanza punti in totale da risultare il vincitore della selezione, diventando di diritto il rappresentante australiano a Torino.
Nel maggio successivo, dopo essersi qualificato dalla seconda semifinale, Sheldon Riley si è esibito nella finale eurovisiva, dove si è piazzato al 15º posto su 25 partecipanti con 125 punti totalizzati.

## Tracce
Testi e musiche di Sheldon Riley, Cam Nacson e Timi Temple.
1. Not the Same – 2:58

## Classifiche
| Classifica (2022) | Posizione massima |
| ----------------- | ----------------- |
| Lituania          | 47                |